# Первичная медицинская карточка
Первичная медицинская карточка (форма 100) — это документ, оформляемый по результатам медицинской сортировки на первом этапе медицинской эвакуации, где впервые оказывается врачебная помощь конкретному раненному. Целью оформления данной карточки является обеспечение преемственности медицинской информации между различными этапами медицинской эвакуации.
Она заводится только на пострадавших, нуждающихся в дальнейшей эвакуации, на прочих лиц она не заводится. Заполненная медицинская карточка приобретает юридическую значимость, поскольку подтверждает факт боевого поражения пострадавшего и даёт ему право быть эвакуированным в тыл.

## Строение

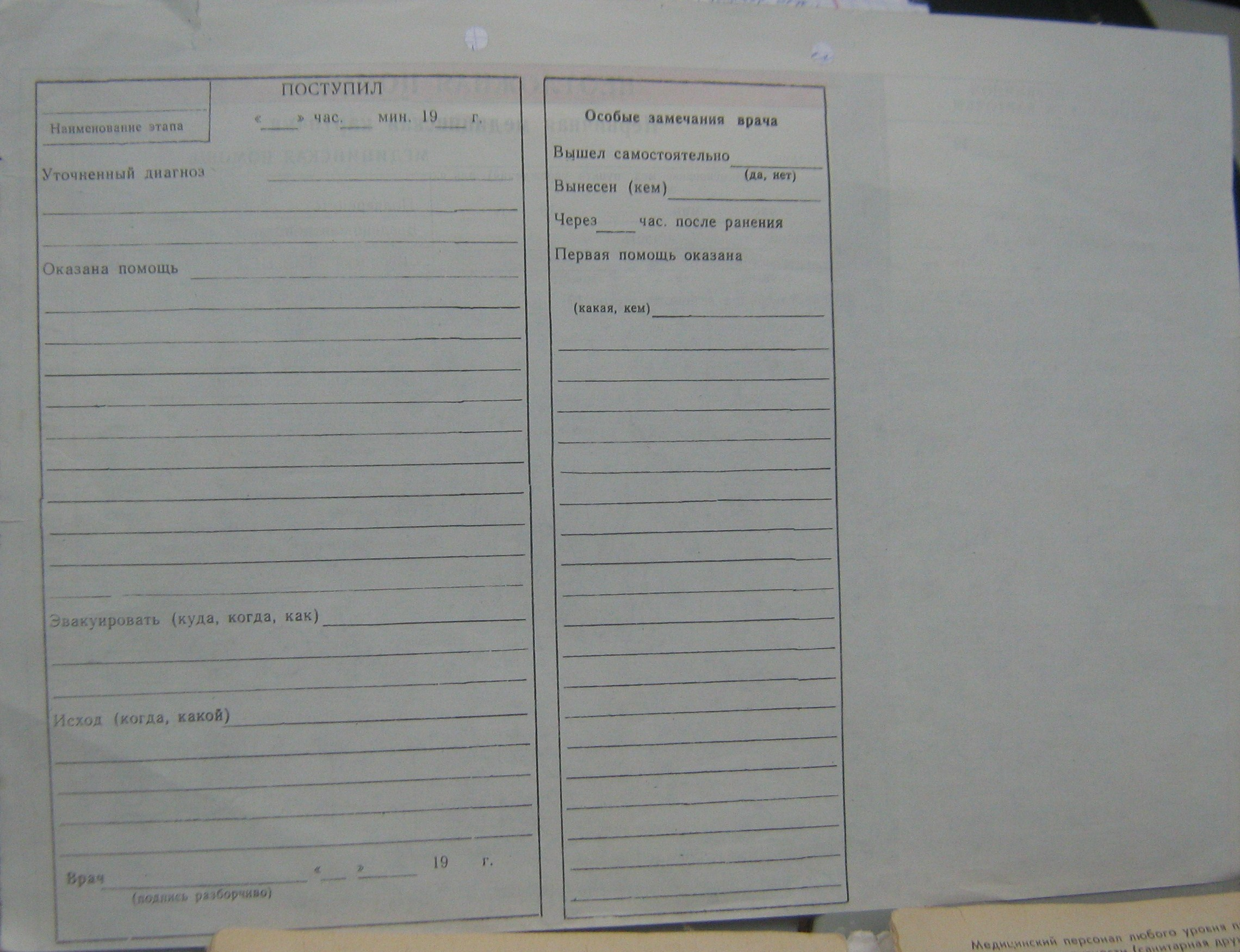
Первичная медицинская карточка, форма 100 (оборотная сторона)

В первичной медицинской карточке различают лицевую и оборотную сторону, также в ней можно выделить основную часть и корешок.
По бокам основной части есть цветные сигнальные полосы, которые нужно отрывать, или оставлять, если есть показания. Например, сверху есть красная полоса с надписью «Неотложная помощь», которая оставляется в случае, если пострадавший нуждается в оказании неотложной хирургической помощи (соответственно после того, как её окажут, полосу отрывают), слева — чёрная полоса «Изоляция», её оставляют при наличии у пострадавшего инфекционных заболеваний и/или психических расстройств, так как они нуждаются в изоляции, снизу — синяя полоса «Радиационное поражение» — что её оставляют при радиационном поражении пострадавшего, а сигнализирует она о том, что нужно принять комплекс мер по лечению лучевой болезни, справа — жёлтая полоса «Санитарная обработка» — указывает на необходимость проведения санитарной обработки раненого, больного или поражённого СДЯВ.

## Порядок оформления
Лицевая сторона первичной медицинской карточки заполняется регистратором на этапе медицинской эвакуации где впервые оказывается врачебная помощь или непосредственно в очаге поражения, заполняется и основная часть, и корешок: фиксируются паспортные данные пострадавшего, отмечается вид поражающего оружия, локализация поражения, диагноз, объём оказанных медицинских услуг, эвакуационные характеристики. Заполненная первичная медицинская карточка проверяется и подписывается врачом.
После оформления от ПМК отрезается корешок, который остаётся на первом этапе медицинской эвакуации для оформления отчетной документации, а основная часть подлежит дальнейшей эвакуации вместе с пострадавшим. Также отрезают цветные сигнальные полосы, оставляя только те, по которым есть показания.
Заполнение обратной стороны ПМК производится в медицинском батальоне или медицинском отряде.